# Garba Lawal
Garba Lawal (Kaduna, 22 mei 1974) is een voormalig voetballer uit Nigeria, die speelde als aanvallende middenvelder.
Lawal was als middenvelder vooral succesvol bij Roda JC. Met Nigeria speelde hij op de WK's van 1998 en 2002 en werd derde op de Africa Cup in 2002, 2004 en 2006. Tevens won Lawal goud met de Nigeriaanse ploeg op de Olympische Spelen in 1996.
Na zijn loopbaan werd hij lid van de technische commissie van de Nigeriaanse voetbalbond en woont hij weer in zijn geboorteplaats.

## Erelijst
Roda JC
- KNVB beker

1997
2000